# Niakaramadougou (département)
Le département de Niakaramadougou est un département de Côte d'Ivoire. 